# La bestia (álbum)
La bestia (estilizado como La BESTia) es el álbum debut del rapero Almighty, lanzado el 7 de junio de 2019 por el sello Primo Boyz Records. Cuenta con la participación de Cosculluela, De la Ghetto, Ñengo Flow, Rauw Alejandro, Myke Towers, Bryant Myers, Miky Woodz, Jon Z, entre otros. El álbum logró posicionarse en dos listas de Billboard.
Originalmente, el proyecto se llamaría The Game Changer, pero en noviembre del 2018, Almighty cambió el título a La BESTia, además de anunciar el lanzamiento del primer sencillo de este álbum, «Fluye», para el día 20 de enero, fecha de cumpleaños del artista.

## Lista de canciones
- 1. Poder y pauta (con O'neill)
- 2. Fluye
- 3. Abusadora (con Lyanno, Rauw Alejandro y Myke Towers)
- 4. Tu película
- 5. Mientras yo esté aquí
- 6. Siempre está conmigo (con De La Ghetto y Cosculluela)
- 7. Error (con Noriel)
- 8. Location (con Rafa Pabón y Álex Rose)
- 9. En el carro (con Bryant Myers)
- 10. De bichote (con J-King y Maicke Casiano)
- 11. TBT (con Ñengo Flow)
- 12. Tambor (con Noriel)
- 13. Ley de vida (con Miky Woodz y Juhn)
- 14. Loca
- 15. Óscar de la Hoya (con Jon Z)
- 16. Santa Clause

## Vídeos oficiales
| Fecha de lanzamiento    | Título                  | Artista invitado(s)                 |
| ----------------------- | ----------------------- | ----------------------------------- |
| 19 de enero de 2019     | «Fluye»                 |                                     |
| 6 de junio de 2019      | «Abusadora»             | Rauw Alejandro, Lyanno, Myke Towers |
| 29 de agosto de 2019    | «Location»              | Álex Rose, Rafa Pabón               |
| 5 de noviembre de 2020  | «Óscar De La Hoya»      | Jon Z                               |
| 19 de noviembre de 2020 | «Loca»                  |                                     |
| 3 de diciembre de 2020  | «Mientras yo esté aquí» |                                     |
| 10 de diciembre de 2020 | «Tu película»           |                                     |

## Posicionamiento
| Listas (2020)                 | Mejor posición |
| ----------------------------- | -------------- |
| Billboard Top Latin Albums    | 12             |
| Billboard Latin Rhythm Albums | 9              |